# Quello che manca
Quello che manca è un singolo promozionale della cantante italiana Elisa in collaborazione con il rapper Rkomi, pubblicato l'11 febbraio 2022 come estratto dall'undicesimo album in studio della cantante Ritorno al futuro/Back to the Future.

## Descrizione
Il brano, scritto e composto da Elisa, Rkomi, con la produzione di Sixpm, è la terza collaborazione tra i due artisti, dopo Blu, contenuto in Dove gli occhi non arrivano del rapper, e Blu Part II, presente nella riedizione di Diari aperti della cantautrice.
Elisa ha raccontato la scelta di tornare a collaborare con il rapper nel corso dell'annuncio della pubblicazione del brano:
Rkomi ha rilasciato un commento a seguito dell'annuncio della pubblicazione della collaborazione, scrivendo sui propri canali social:

## Accoglienza
Vincenzo Nasto, scrivendo per  Fanpage.it, riscontra che «in questo episodio i due artisti si rincorrono tra metafore d'amore, mescolando due scritture profondamente diverse, ma che trovano una loro chiave di lettura».
Rolling Stones Italia rimane particolarmente colpito dal nuovo metodo di stesura del testo da parte di Elisa, riportando che si sia interfacciata «sperimentando su un beat. La base è di Sixpm, mentre testo e melodia sono stati scritti in movimento, durante un viaggio».

## Tracce
Testi e musiche di Elisa Toffoli, Mirko Martorana e Andrea Ferrara.
1. Quello che manca – 3:30

## Classifiche
| Classifica (2022) | Posizione massima |
| ----------------- | ----------------- |
| Italia            | 48                |